# Шапел Бурбон
Шапел Бурбон (фр. Chapelles-Bourbon) је насељено место у Француској у региону Париски регион, у департману Сена и Марна.
По подацима из 2011. године у општини је живело 413 становника, а густина насељености је износила 64,33 становника/km².

## Демографија
| 1962. | 1968. | 1975. | 1982. | 1990. | 2011. |
| ----- | ----- | ----- | ----- | ----- | ----- |
| 116   | 122   | 95    | 149   | 214   | 413   |